# Hoehne (Colorado)
Hoehne es un lugar designado por el censo ubicado en el condado de Las Ánimas en el estado estadounidense de Colorado. En el Censo de 2010 tenía una población de 111 habitantes y una densidad poblacional de 13,8 personas por km².

## Geografía
Hoehne se encuentra ubicado en las coordenadas 37°16′53″N 104°23′21″O / 37.28139, -104.38917. Según la Oficina del Censo de los Estados Unidos, Hoehne tiene una superficie total de 8.04 km², de la cual 8.04 km² corresponden a tierra firme y (0%) 0 km² es agua.

## Demografía
Según el censo de 2010, había 111 personas residiendo en Hoehne. La densidad de población era de 13,8 hab./km². De los 111 habitantes, Hoehne estaba compuesto por el 81.98% blancos, el 1.8% eran afroamericanos, el 0% eran amerindios, el 0% eran asiáticos, el 0% eran isleños del Pacífico, el 11.71% eran de otras razas y el 4.5% pertenecían a dos o más razas. Del total de la población el 36.04% eran hispanos o latinos de cualquier raza.